# Noynoy Aquino
Benigno Simeon „Noynoy“ Cojuangco Aquino III (8. února 1960, Manila, Filipíny – 24. června 2021) byl filipínský politik, člen Liberální strany a od roku 2007 senátor. V letech 1998–2007 působil v dolní komoře parlamentu jako poslanec. V letech 2010–2016 byl prezidentem Filipín.

## Život
Byl jediným synem bývalé prezidentky Corazon Aquinové a senátora Benigna Aquina, známého bojovníka proti diktatuře Ferdinanda Marcose. Po smrti své matky v srpnu 2009 se rozhodl kandidovat na prezidenta Filipín, dne 9. června 2010 byl pak vyhlášen vítězem voleb. Funkci zastával do roku 2016. Vzhledem k tomu, že pocházel z jedné z politických rodin, která už několik pokolení ovlivňuje filipínskou politiku, býval též nazýván Benigno Aquino III.